# 대광초중학교
대광초중학교는 대광초등학교와 대광중학교( 병설 유치원도 있다 )를 통합하여 신설하는 학교이다. 초등학교 부지에 중학교 교사를 신축하여 2020년 3월 2일에 개교함

## 학교 연혁
- 1933년 9월 1일 : 대광초교 개교
- 1955년 9월 1일 : 수복으로 대광초 개교
- 1959년 2월 28일 : 내산분교 폐교(연천초로 통폐합)
- 1963년 1월 1일 : 강원도에서 경기도로 편입
- 1972년 12월 26일 : 대광중학교 설립인가
- 1973년 3월 1일 : 중학교 개교 초대 윤영봉 교장취임
- 1973년 3월 1일 : 제1회 중학교 110명 졸업
- 1982년 8월 1일 : 병설유치원 개원
- 1990년 3월 1일 : 신탄초등학교 본교로 통폐합
- 2009년 6월 16일 : 큰빛누리관(다목적실) 개관
- 2018년 2월 8일 : 대광초 제63회 졸업(총 5,486명)
- 2018년 2월 9일 : 대광중 제43회 14명 졸업 총(3,557명)
- 2018년 3월 1일 : 초등 6학급, 유치원 1학급 편성
- 2018년 9월 1일 : 제22대 안선근 교장선생님 취임
- 2018년 12월 31일 : 대광초 제64회 졸업(7명, 총 5,493명)
- 2019년 3월 1일 :  초등 6학급, 유치원 1학급 편성
- 2020년 2월 7일 : 대광초 제65회 졸업식(졸업 : 15명 / 누계 : 5,508명)
- 2020년 2월 10일 : 대광중 제45회 졸업식(졸업 : 8명 / 누계 : 3,576명)
- 2020년 3월 1일 : 대광초중학교로 통합운영(초대교장 : 안선근 교장)
- 2020년 3월 1일 : 유치원 1학급, 초등 6학급, 중등 3학급 개설
- 2020년 3월 1일 : 경기도교육청 지정 정책연구학교(영역:경기미래학교) (2년)
- 2022년 3월 1일 : 경기도교육청 정책연구학교 재지정(통합운영학교 교육과정 연구) (1년)

## 오시는길
- 동두천역에서 39-2번 버스

대광초등학교앞 하차
- 도봉산역 , 의정부에서 광역버스 2001번

버스 대광리역하차 1분거리